# 신편유취대동시림 권9～11, 31～39
신편유취대동시림 권9~11, 31~39(新編類聚大東詩林 卷九~十一, 三十一~三十九)는 대구광역시 달서구에 있는, 조선 중종 연간의 문신인 유희령(柳希齡, 1480～1552)이 고대로부터 당시까지의 우리나라 문인들의 시를 모은 70권의 시선집(詩選集)이다. 2019년 6월 26일 대한민국의 보물 제2030호로 지정되었다.

## 개요
｢신편유취대동시림｣은 조선 중종 연간의 문신인 유희령(柳希齡, 1480～1552)이 고대로부터 당시까지의 우리나라 문인들의 시를 모은 70권의 시선집(詩選集)으로, 기존에 간행된 시문집의 한계를 극복하고자 시기적으로는 고대로부터 당대까지 왕실, 여성, 승려, 귀화인 등의 작품을 망라한 것이다. 수록 작가의 대상도 확대하였을 뿐 아니라, 편성 체제도 시대·신분·작자의 생몰년(生沒年) 등을 종합적으로 고려하여 나름의 기준을 가지고 편찬하였다.
‘신편유취대동시림 권9～11, 31～39’은 70권 중 권9～11 및 권31～30에 해당하는 책으로, 1542년(중종 37) 경에 금속활자인 '병자자(丙子字)'로 간행한 것으로 추정되는 판본이다. 이 판본은『동문선(東文選)』이나 각 작가들의 문집에 수록된 원문과 비교할 때 많은 차이를 보이고 있어 16세기 우리나라 시문집 간행의 과정을 살펴보는데 중요한 서책으로 판단된다.
현재까지 복본(複本)이 확인되지 않은 유일본이자 더욱이 1516년(종종 11)년에 주자도감(鑄字都監)에서 간행한『자치통감(資治通鑑)』을 바탕으로 하여 새로 주조한 '‘병자자'로 인출한 금속활자본이라는 점에서 상당히 귀중한 자료이다.

## 같이 보기
- 유희령

## 참고 자료
- 신편유취대동시림 권9～11, 31～39 - 국가유산청 국가유산포털